# فیلیپ خایزر
فیلیپ خایزر (لهستانی: Filip Chajzer؛ زادهٔ ۲۷ نوامبر ۱۹۸۴) روزنامه‌نگار و مجری تلویزیون و رادیو اهل لهستان است.
از فیلم‌ها یا مجموعه‌های تلویزیونی که وی در آن‌ها نقش داشته است، می‌توان به صبح بخیر تی‌وی‌ان و کارگزار من اشاره نمود.